# Konrad Sychalla
Konrad Sychalla (ur. 25 listopada 1888 w Bobrownikach, zm. 14 września 1959 w Berlinie-Zehlendorf) – niemiecki polityk komunistyczny, członek Komunistycznej Partii Niemiec, a następnie Socjalistycznej Partii Jedności Niemiec.

## Życiorys
Urodził się 25 listopada 1888 we wsi Bobrowniki (niem. Bobrownik) koło Tarnowskich Gór na Górnym Śląsku. Uczęszczał do szkoły ludowej (Volksschule), a następnie zdobył wykształcenie ogrodnicze. Po zakończeniu I wojny światowej wstąpił do Komunistycznej Partii Niemiec (KPD). W 1921 został członkiem rady powiatu Calau.
W wyborach do Reichstagu w maju 1924 był kandydatem KPD i udało mu się uzyskać mandat parlamentarny. W ławach izby zasiadał do grudnia tego samego roku, nie uzyskawszy w kolejnych wyborach reelekcji.
Po zdobyciu władzy w Niemczech w 1933 przez narodowych socjalistów, z powodu swoich komunistycznych poglądów na krótko wyjechał do Czechosłowacji, po czym w lipcu 1934 wrócił do Berlina. Tam był poddawany częstym rewizjom osobistym, przesłuchaniom oraz aresztowaniom.
Po wojnie członek KPD, następnie SED, został zastępcą kierownika głównego wydziału w administracji centralnej rolnictwa i gospodarki leśnej, a następnie kierownikiem wydziału ogrodnictwa Niemieckiej Komisji Gospodarczej (DWK).
Ostatnie lata życia spędził ciężko chory w domu w Berlinie-Zehlendorf, gdzie zmarł 14 września 1959.